# Falkenberg (Halsbrücke)

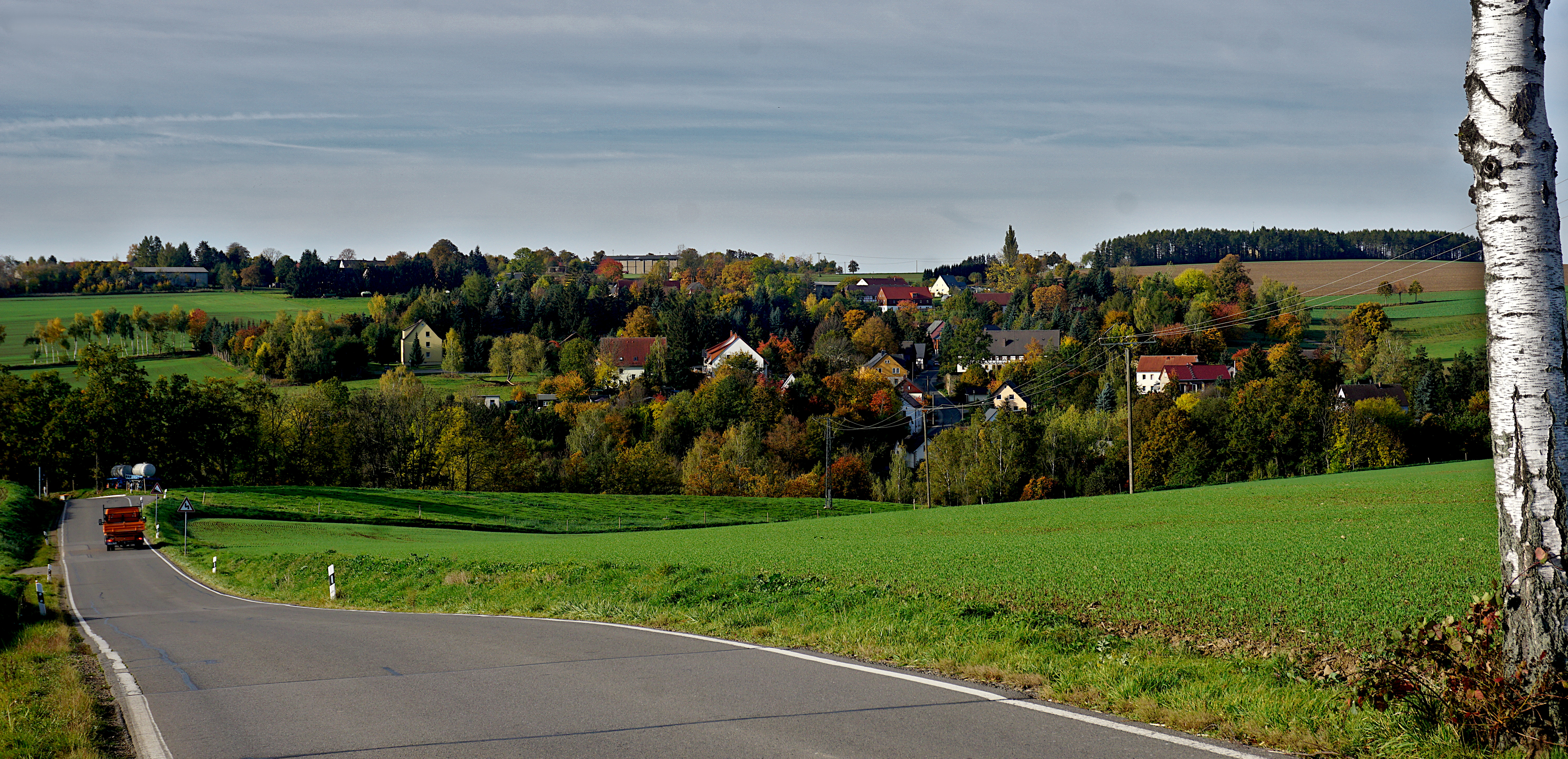
Blick auf Falkenberg

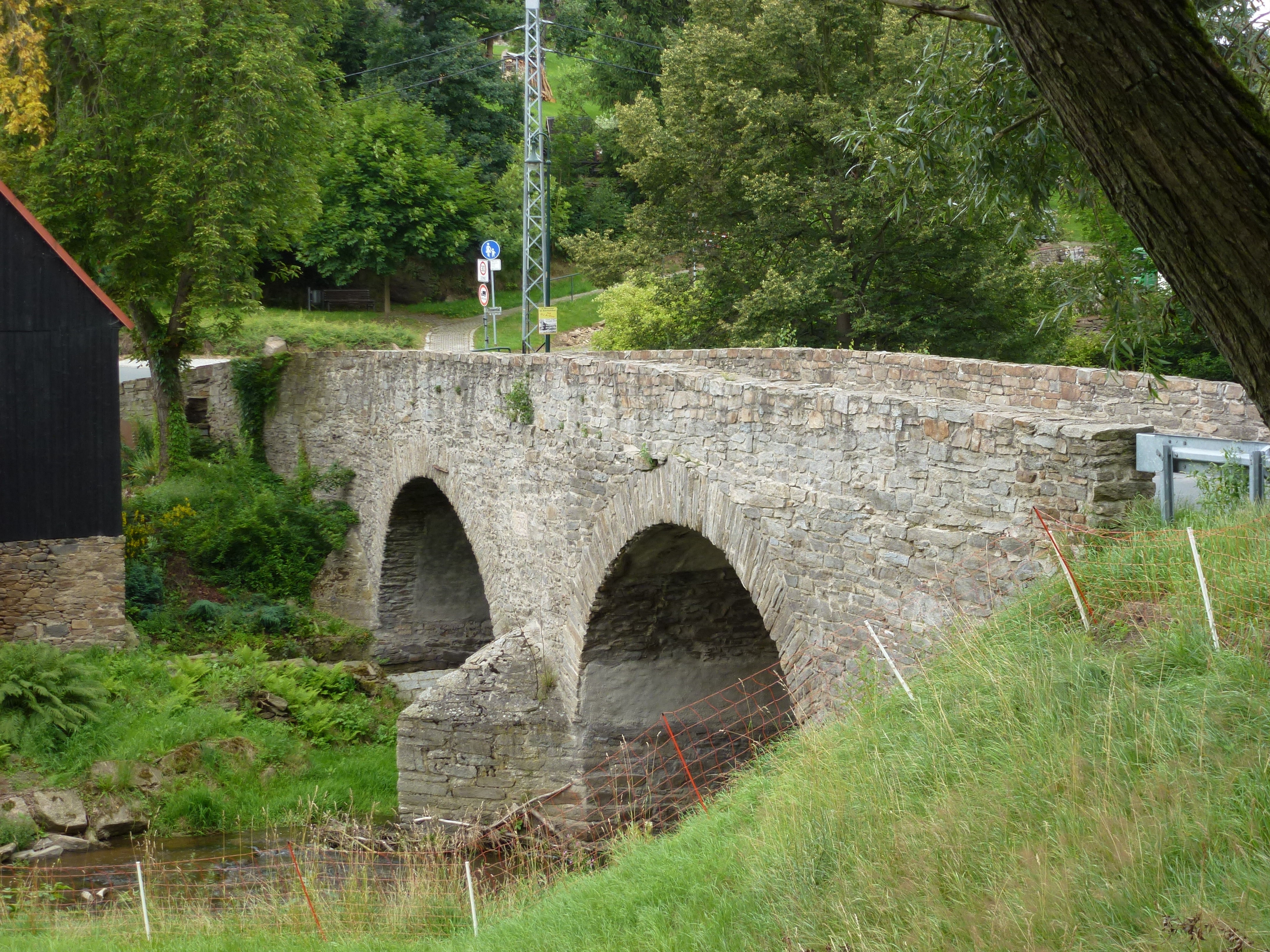
Falkenberg, Bogenbrücke, 1567 erbaut

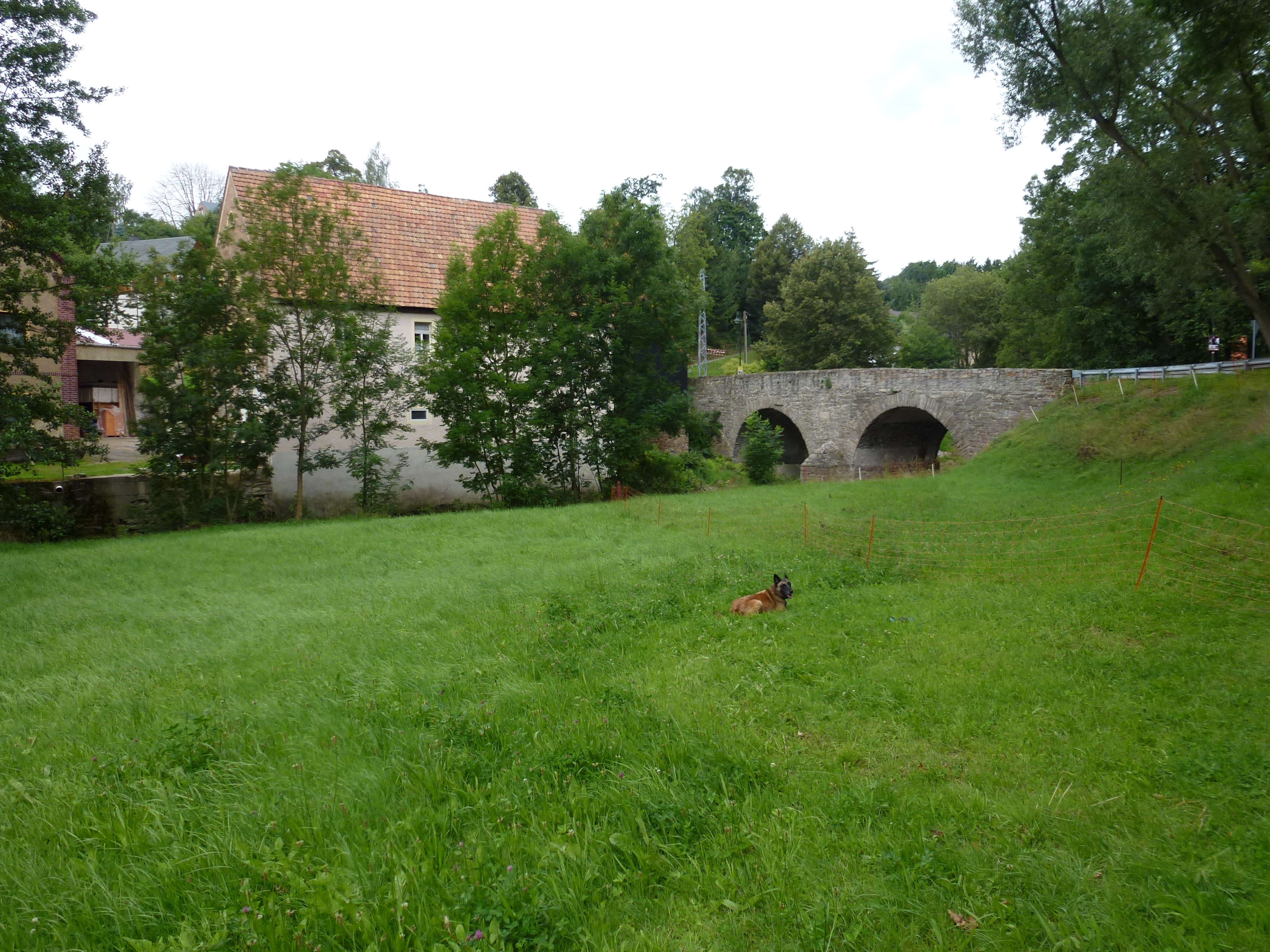
Einstige Erblehnmühle an der Bogenbrücke

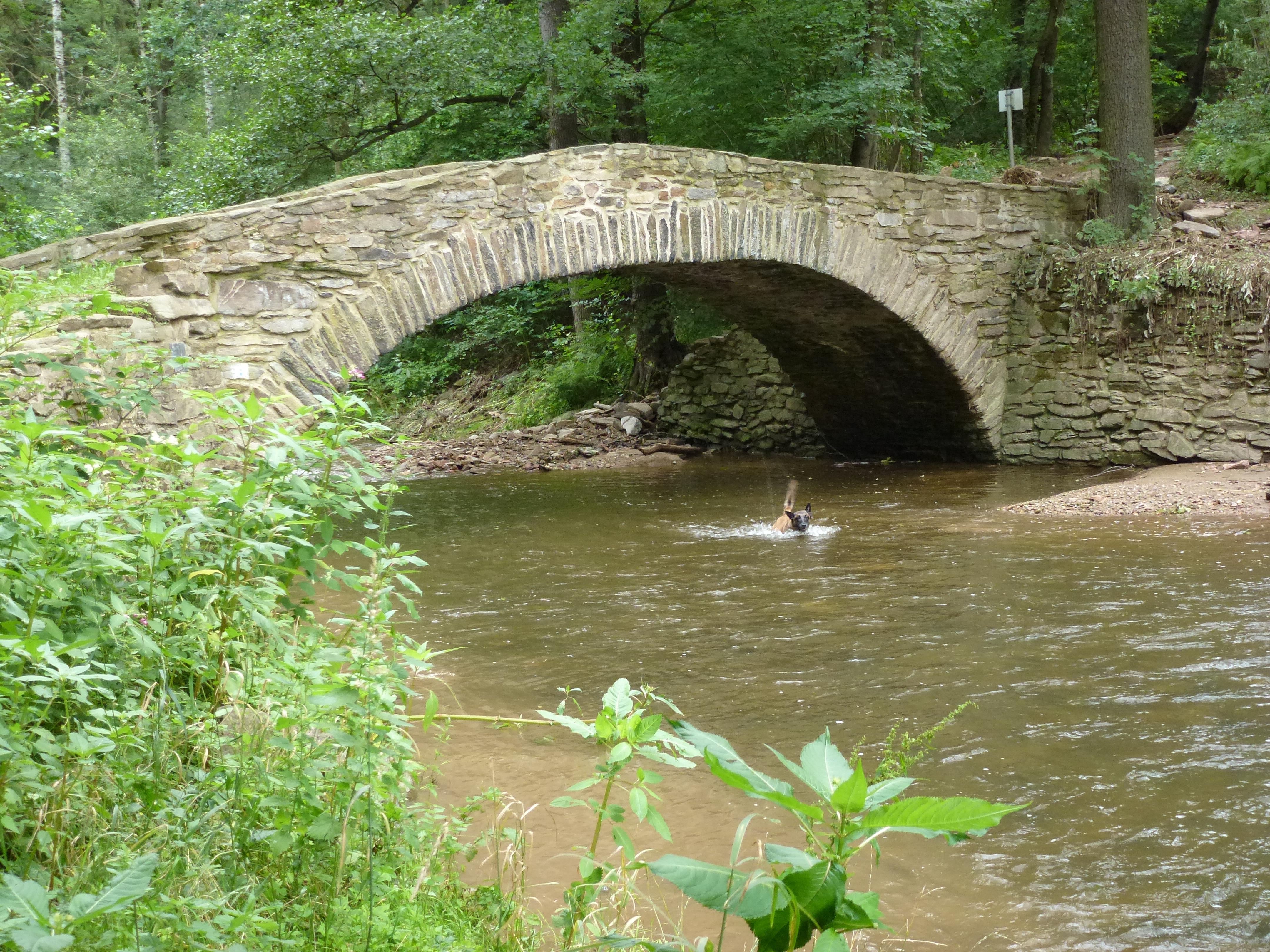
Schafbrücke

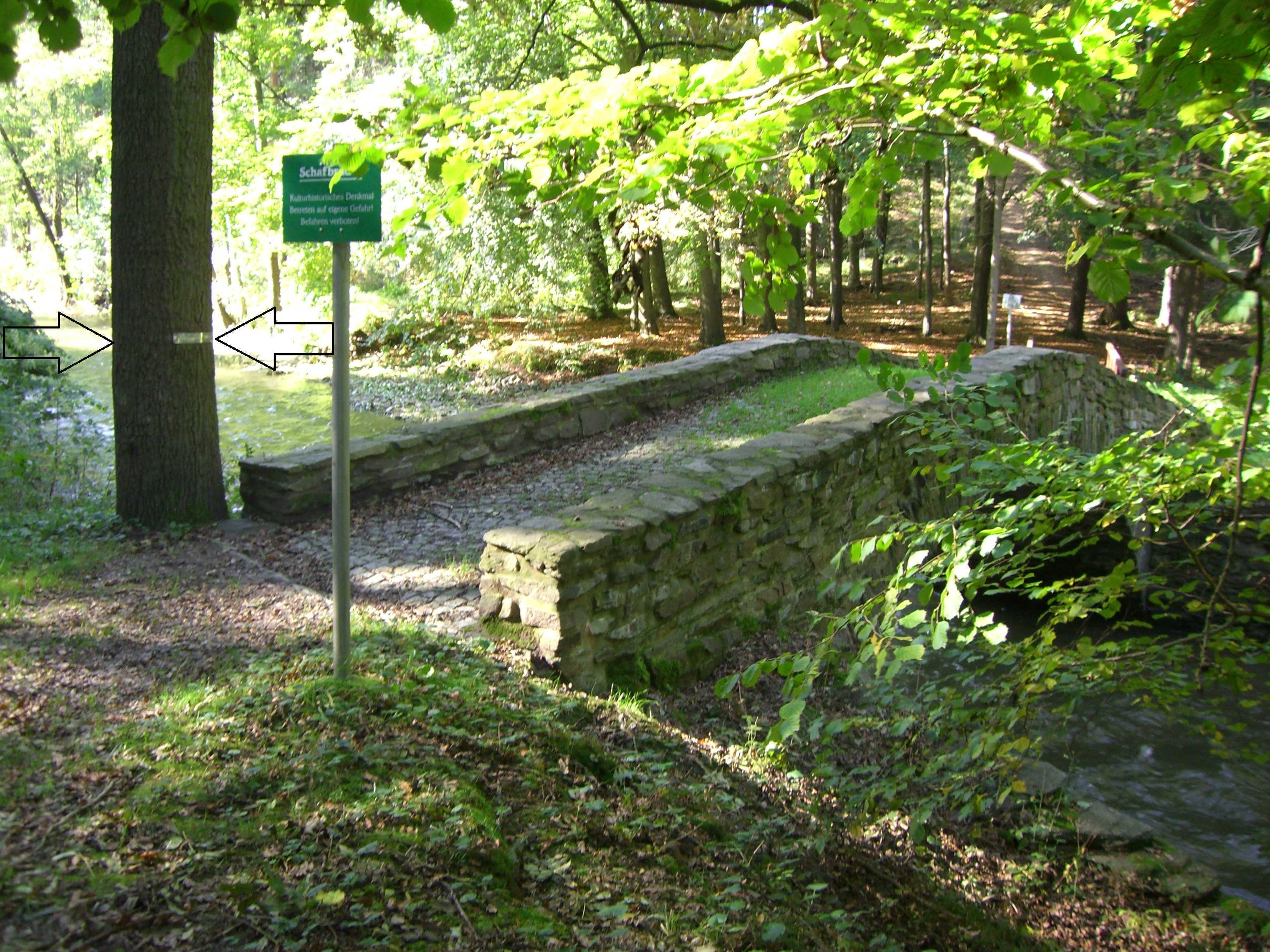
Hochwasserstand August 2002 an der Schafbrücke

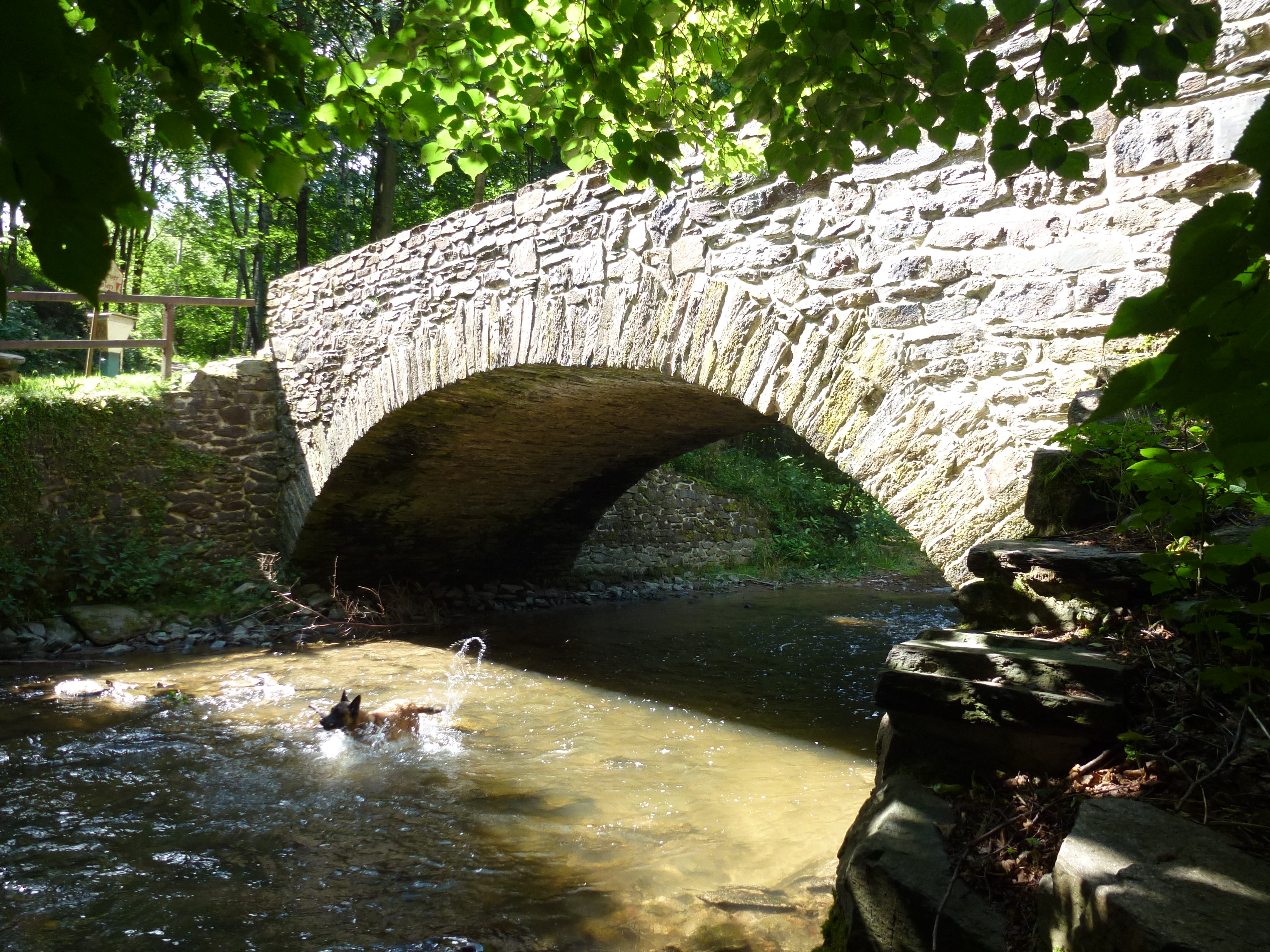
Salzbrücke

Falkenberg ist ein Ortsteil der Gemeinde Halsbrücke im Landkreis Mittelsachsen (Freistaat Sachsen). Er wurde am 1. Juli 1950 nach Conradsdorf eingemeindet und kam mit diesem am 1. März 1994 zur Gemeinde Halsbrücke.

## Lage und Verkehr
Falkenberg liegt etwa fünf Kilometer nördlich der Kreisstadt Freiberg zwischen Niederschöna und Conradsdorf und zieht sich aus dem Tal der Bobritzsch von 332 m ü. NN steil hinauf zur Wasserscheide bei Conradsdorf auf 398 m ü. NN.
Der Ort ist an das Netz des öffentlichen Personennahverkehrs angeschlossen und überregional über die B 173 aus Richtung Freiberg und Dresden gut erreichbar.

## Geschichte
Das frühere Waldhufendorf wurde um 1160 angelegt und 1350 erstmals erwähnt als Valkenberg, 1445 als Falkemberg und 1496 ist Falkenberg die Bezeichnung für die Bergbausiedlung eines Valke oder Ortes, wo Falken fliegen.
Zur Gründungszeit gehörte das Dorf wahrscheinlich zur Herrschaft Bieberstein. Im 14. und 15. Jahrhundert unterstand es dem Jungfrauenkloster zu Freiberg. Im Jahre 1548 lag die Grundherrschaft beim Rat zu Freiberg.
Landesherrliche Verwaltungsbezirke von Falkenberg waren 1378 das castrum Freiberg und um 1548 bis 1856 das kursächsische bzw. königlich-sächsische Kreisamt Freiberg. Ab 1856 gehörte Falkenberg zum Gerichtsamt Freiberg und nach Trennung von Justiz und Verwaltung ab 1875 zur Amtshauptmannschaft Freiberg. Im Jahre 1539 ist Falkenberg nach Conradsdorf gepfarrt, ab 1930 gehörte es zur Kirchgemeinde Conradsdorf.
Von 1512 bis 1838 ist Silber- und Kupferbergbau auf der Falkenberger Seite nachweisbar. Im Jahre 1567 hatte Falkenberg ein Pochwerk an der Bobritzsch. Nach 1715 wurde das Grubenfeld der königlichen Grube König-August-Erbstolln von Niederschöna auf die Falkenberger Talseite verlegt.
Die in der Nähe der Ortsgrenze von Falkenberg die Bobritzsch überspannende historische Bogenbrücke wurde um 1567 auf Befehl des Kurfürsten August von Sachsen (1553–1586) in Stein ausgeführt. Neben der Bogenbrücke befindet sich die frühere Erblehnmühle, die bis 1545 zum Erbgericht gehörte. Weitere Mühlen in Falkenberg waren die Ölmühle (1947 stillgelegt) und die Börnermühle (1943 stillgelegt).
Etwa einen Kilometer von der Falkenberger Steinbogenbrücke entlang des romantischen Bobritzschtales flussabwärts befindet sich die Schafbrücke, eine der ältesten Brücken des Freiberger Bergbaugebietes. Die Brücke wurde für die Überquerung der Schafherden der umliegenden Rittergüter über die Bobritzsch genutzt, was zur Namensgebung der Brücke führte. Im Jahre 1983 wurde die Brücke von Heimatfreunden restauriert. Die Hochwasserschäden vom August 2002 erforderten noch im gleichen Jahr erneut die Instandsetzung der Brücke. Weiter flussabwärts befindet sich die Salzbrücke, eine Straßenbrücke der Salzstraße, die für die Brücke namensgebend war. Das kostbare Salz wurde aus der Region Halle bis nach Böhmen transportiert. Beide Brücken stehen als kulturhistorische Denkmäler unter Denkmalschutz. 
Von 1922 bis 1970 hatte Falkenberg östlich der Bobritzsch gelegen einen Haltepunkt an der Schmalspurbahn Klingenberg-Colmnitz–Oberdittmannsdorf. Im ehemaligen Streckenverlauf befindet sich ein Rad- und Wanderweg.
Am 1. Juli 1950 erfolgte die Eingemeindung in das benachbarte Conradsdorf. Durch die zweite Kreisreform in der DDR kam Falkenberg als Ortsteil von Conradsdorf im Jahr 1952 zum Kreis Freiberg im Bezirk Chemnitz (1953 in Bezirk Karl-Marx-Stadt umbenannt), der ab 1990 als sächsischer Landkreis Freiberg fortgeführt wurde und im Jahr 2008 im Landkreis Mittelsachsen aufging. Durch die Eingemeindung der Gemeinde Conradsdorf mit seinen Ortsteilen nach Halsbrücke ist Falkenberg seit dem 1. März 1994 ein Ortsteil von Halsbrücke.

### Entwicklung der Einwohnerzahl
1546: 29 besessene Mann und Häusler, 39 Inwohner
1764: 20 besessene Mann, 10 Gärtner, 13 Häusler
| 1834 bis 1910 - 1834: 395 - 1871: 520 - 1890: 519 - 1910: 538 | 1925 bis 1946 - 1925: 499 - 1939: 510 - 1946: 553 |

1950 wurde Falkenberg nach Conradsdorf eingemeindet, seit 1994 ist das Dorf Ortsteil von Halsbrücke.